# Europaskolan
Europaskolan är en stiftelseägd friskolekoncern bestående av gymnasieskolan Europaskolan Strängnäs och grundskolorna Europaskolan Rogge (Strängnäs) och Europaskolan Malmköping. Gymnasieskolan grundades år 1994, Rogge 2008 och Malmköping 2015.  
Grundskolorna erbjuder årskurserna 4-9 där Europaskolan Rogge dessutom har två av de 25 tilldelade spetsutbildningarna i landet. Europaskolan Strängnäs erbjuder sex gymnasieprogram: 
- Europaprogrammet SA, motsvarande samhällsvetenskapsprogrammet, samhällsvetenskap med två inriktningar (SASAM och SABET)
- Europaprogrammet HU, motsvarande humanistiska programmet, finns sedan 1994)
- Kemi/fysikprogrammet (motsvarande naturvetenskapsprogrammet, finns sedan 1995)
- Företagarprogrammet (motsvarande ekonomiprogrammet)
- Scienceprogrammet (spetsutbildning med inriktning mot matematik och naturvetenskap, finns sedan 2009)
- Modern Humanities (spetsutbildning med inriktning mot samhällsorienterade ämnen, finns sedan 2016)

Skolan har riksintag och cirka två tredjedelar av skolans omkring 500 elever kommer vanligtvis från andra kommuner än Strängnäs.

## Styrning och profil
Europaskolan drivs utan vinstintresse av den ideella stiftelsen Europaskolan. Johan H Larson är styrelseordförande och bland ledamöterna finns Ulrika Årehed Kågström och Birgitta Ed Kristersson.
Enligt ägarstiftelsens riktlinjer ska Europaskolans profil kännetecknas av:
- aktiv europaorientering med inriktning på europeisk kultur och bildningstradition.
- omvärldsorientering i samarbete med universitet, högskolor, företag och förvaltningar.
- IT-miljö som lär eleverna att använda modern teknik i studier och yrkesutövning.

## Kända personer som har gått på Europaskolan
- Christian Larson[1], regissör och filmklippare (belönad med svensk Grammis för bästa musikvideo 2013)
- Johan Stuart,[källa behövs] statssekreterare till Ulf Kristersson